# Limnephilus ademus
Limnephilus ademus là một loài Trichoptera trong họ Limnephilidae. Chúng phân bố ở miền Tân bắc.